# Tazzari Zero
O Zero é um modelo ultracompacto de carro elétrico apresentado pela Tazzari em com início de produção previsto para 2009.